# Pekaitan
Pekaitan is een bestuurslaag in het regentschap Rokan Hilir van de provincie Riau, Indonesië. Pekaitan telt 1146 inwoners (volkstelling 2010).